# Синдром Свита
Синдром Свита (острый фебрильный нейтрофильный дерматоз) — редкое заболевание из группы нейтрофильных дерматозов, характеризующееся формированием болезненных розово-красных папул и отечных эритематозных бляшек, артралгией, лихорадкой, лейкоцитозом, преимущественно нейтрофильным.

## Эпидемиология
Заболевание чаще поражает женщин в возрасте от 30 до 60 лет. В редких случаях болезнь встречается среди младенцев, детей и пожилых людей.

## Этиология
Одной из этиологических теорий синдрома Свита является наличие персистирующей в организме бактериальной инфекции, так как у большинства пациентов до развития кожных проявлений наблюдаются инфекция верхних дыхательных путей или ангина.

## Патогенез
Патогенез до конца не изучен. Однако на основании этиологических теорий предполагается, что в основе заболевания лежит септический процесс, сопровождающийся лихорадкой и периферическим лейкоцитозом.

## Классификация
Выделяют 3 клинические формы:
- классическую, или идиопатическую;
- ассоциированную с онкологическими заболеваниями;
- лекарственную.

## Клиническая картина

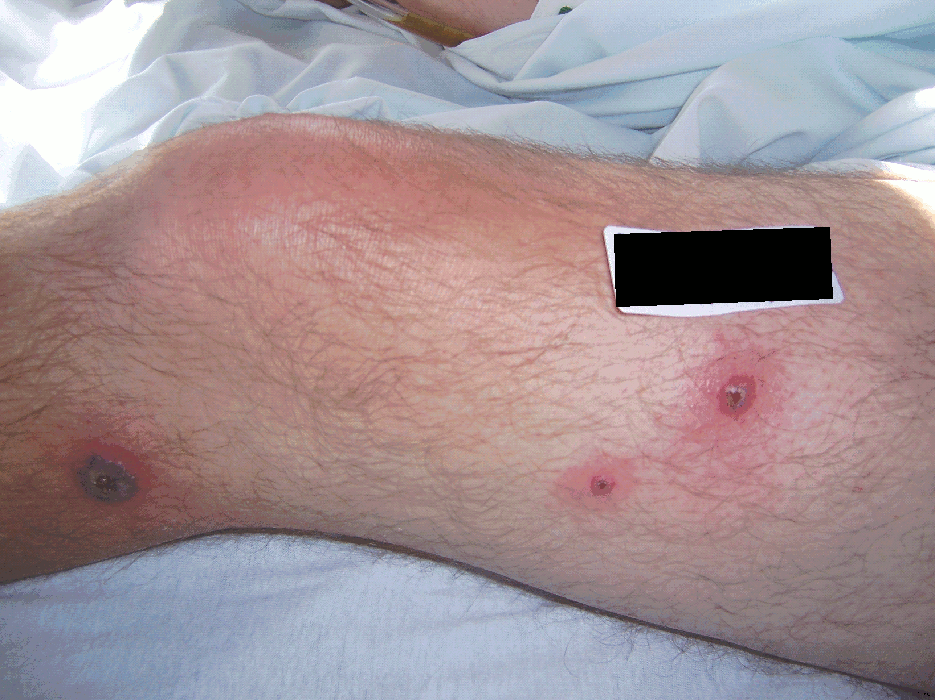
Пустулезные высыпания с центральным некрозом на левой ноге у пациента с синдромом Свита, ассоциированным с болезнью Крона.

Болезненные папулы появляются в области лица, шеи, верхних и нижних конечностей. На пораженных участках можно обнаружить узлы красно-фиолетового цвета, которые сливаются в бляшки неправильной формы. Часто в области поражения присутствует умеренный отёк. При сопутствующих гемобластозах часто возникают буллы, расположенные асимметрично. К кожным проявлениям присоединяются лихорадка, артралгии. По прошествии некоторого времени бляшки желтеют в центре и приобретают дугообразную форму. В редчайших случаях высыпания поражают слизистые. Течение болезни волнообразное, поэтому спустя 8-12 месяцев симптомы регрессируют, а потом возникают снова.

## Дифференциальная диагностика
Дифференциальную диагностику следует проводить со следующими заболеваниями:
- Буллезная форма гангренозной пиодермии;
- Синдром Шницлера;
- Мультиформная эритема;
- Гранулемато́з Вегене́ра;
- Болезнь Бехчета;
- Синдром Уэлса;
- Саркоидоз;
- Кольцевидная эритема;
- Грануломатозный интерстициальный дерматит;
- Криптококкоз;
- Лейшманиоз;
- Лимфомы и лейкемии кожи;
- Метастазы рака[2].
- Синдром Vexas

## Диагностика
Для постановки диагноза существуют главные и малые критерии:
Главные критерии:
- Резкое начало типичных кожных высыпаний
- Гистопатологические признаки

Малые критерии
- Наличие предшествующей инфекции или вакцинации, сочетание с одним из ассоциированных злокачественных новообразований или воспалительных расстройства, прием лекарств или беременность
- Лихорадка, артралгии
- Отличный ответ на применение системных кортикостероидов

Основным лабораторным методом диагностики заболевания является гистологическое исследование, в результате которого выявляют отек сосочкового слоя дермы, а также лейкоцитарную инфильтрацию её глубоких слоев. Выделяют три гистологических варианта — гистиоцитоидный, лимфоцитарный и эозинофильный.

## Лечение
Наиболее эффективными препаратами в лечении синдрома Свита являются системные глюкокортикостероиды. Обычно применяют преднизолон в дозе (0,5-1,0 мг / кг / день) в течение 4-6 недель, постепенно снижая дозу до полной отмены. При локализованных высыпаниях применяют местные глюкокортикостероиды.

## Примечание
1. ↑  Monarch Disease Ontology release 2018-06-29 — 2018-06-29 — 2018.
2. 1 2 3  Федеральные клинические рекомендации.
Дерматовенерология 2015: Болезни кожи. Инфекции, передаваемые половым путем.. — Деловой экспресс, 2015. — 768 с. — ISBN 978-5-89644-123-6.
3. 1 2 3  В.П. Адаскевич, Г.В. Драгун , С.А. Сохар, Н.Н. Шибаева. Синдром Свита // КЛИНИЧЕСКАЯ ДЕРМАТОЛОГИЯ И ВЕНЕРОЛОГИЯ. — 2013. — № 3.